# 小杉警察署
小杉警察署（こすぎけいさつしょ）は、富山県警察が管轄していた警察署の一つである。
2006年4月1日、新湊警察署と統合し、射水警察署が発足したのにともない廃止された。

## 所在地
- 富山県射水市戸破2459

## 管轄区域
- 射水市（旧・新湊市を除く）

## 沿革
- 2005年（平成17年）10月7日：市町村合併に伴い、管轄していた富山市呉羽地区を富山中央警察署（旧富山警察署）の管轄として移管した。
- 2005年（平成17年）11月1日：新湊市、射水郡小杉町、大門町、下村、大島町が新設合併し射水市となったため、管轄市町村数が、3町1村から1市のみとなった。
- 2006年（平成18年）4月1日：統廃合により廃止。

## 交番
- 小杉駅みなみ交番（射水市三ケ）
- 太閤山交番（射水市太閤山）
- 大門町交番（射水市中村）
- 呉羽交番（富山市呉羽町）

## 警察官駐在所
- 下村警察官駐在所（射水市加茂）
- 大島町警察官駐在所（射水市小島）